# 千里馬線

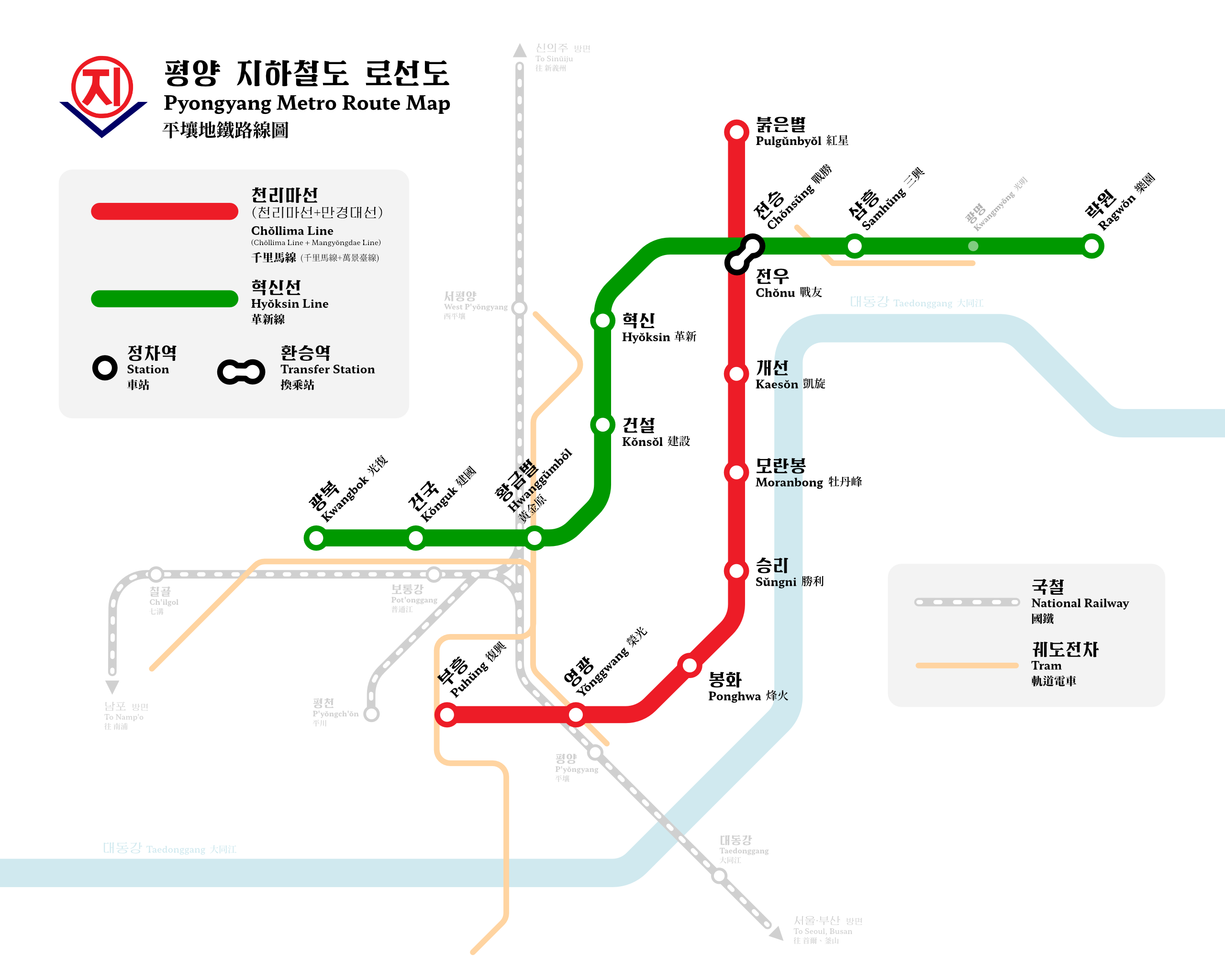
平壤地鐵的路線圖（紅線為千里馬線），統一站已於2024年8月更名爲牡丹峰站

千里馬線（又叫：「1號線」；朝鲜语：／ Chŏllima sŏn */?）是朝鲜民主主义人民共和国的首都平壤之平壤地鐵的一條路線。在1973年9月6日時，紅星站至烽火站之間的六個車站首先開通服務；1987年時才從烽火站延伸至复兴站，目前該路線總計八個車站，各車站裡都鑲嵌著豐富多彩的壁畫描繪朝鮮的革命事件，特別在榮光站及復興站擁有豪華的內飾與水晶吊燈及各種大理石。由於建於地下約105米的深處，亦可作為战争時期的防空洞。外國來平壤的觀光旅遊團，一般到搭乘榮光站至復興站的路段。
值得一提的是，本线是整个朝鲜半岛（包括北韓和南韓）的第一條地鐵路線，比1974年落成的首爾地鐵1號線還要早。此外，烽火站至復興站之間為另一條路線，名為「萬景臺線」。該線原計劃跨過大同江，但遭遇工程事故後放棄過江段，改與千里馬線直通運行。

## 路線數據
- 路線長度：8個車站，約20公里
- 軌距：標準軌 1,435毫米
- 全線電氣化：直流 825伏特（1973-1998）、

直流750伏特(1998-現在），第三軌供電
- 列車：前柏林BVG/BVB D型列車（27列108卡）,100型列車（1列4卡）
- 車廠：西浦車廠

## 車站
| 車站名稱 | 車站名稱 | 車站名稱   | 接駁路線及車站 | 啟用日期     |
| 中文     | 鮮語     | 鮮語       | 接駁路線及車站 | 啟用日期     |
| 中文     | 諺文     | 轉寫       | 接駁路線及車站 | 啟用日期     |
| 千里馬線 | 千里馬線 | 千里馬線   | 千里馬線       | 千里馬線     |
| -------- | -------- | ---------- | -------------- | ------------ |
| 紅星     |          | Pulgŭnbyŏl |                | 1973年9月6日 |
| 戰友     |          | Chŏnu      | 革新線戰勝站   | 1973年9月6日 |
| 凱旋     |          | Kaesŏn     |                | 1973年9月6日 |
| 牡丹峰   |          | Moranbong  |                | 1973年9月6日 |
| 勝利     |          | Sŭngni     |                | 1973年9月6日 |
| 烽火     |          | Ponghwa    |                | 1973年9月6日 |
| 榮光     |          | Yŏnggwang  | 1987年4月10日  |              |
| 復興     |          | Puhŭng     | 1987年4月10日  |              |

### 周邊設施
| 紅星站   | 平壤第二醫院                                                                 |
| 战友站   | 平壤地鐵革新線战胜站之轉乘站2月8日文化會館、戰勝革命館、平南麵館、中朝友誼塔 |
| 凱旋站   | 平壤第一醫院、凱旋門、金日成運動場近牡丹峰的西部                             |
| 牡丹峰站 | 青年公園、牡丹峰的山頂、凱旋電影院                                           |
| 勝利站   | 金日成廣場、第一百貨商店、人民大學習堂                                       |
| 烽火站   | 烽火飯店                                                                     |
| 榮光站   | 位於中區平壤站，可轉乘朝鮮國鐵                                               |
| 复兴站   | 位於平川洞、大同江畔                                                         |